# 山本發次郎
山本 發次郎（やまもと はつじろう、1887年（明治20年）5月1日 - 1951年（昭和26年）9月30日）は、日本の実業家であり、美術蒐集家でもある。本記事に記載するのは2代目發次郎である。
山発商店第2代社長、日本絹綿紡織（現：日本毛織）取締役。発次郎の美術コレクションがきっかけとなり、大阪中之島美術館建設計画が発足。2022年に開館となった。如水会会員。

## 来歴
岡山県上房郡北房町（現：真庭市）に生まれる。
戸田嘉平の三男で出生名は清、生家は水田村の庄屋の家柄だった。地元に近い旧制岡山県立高梁中学（現：岡山県立高梁高等学校）へ入学、同期には、東京競馬場長・日本競馬会（現：日本中央競馬会）常務理事の横屋潤、総合商社兼松の社長になる林荘太郎、大阪無線電気学校（現：大阪電気通信大学）の初代校長となる長野新十郎がいた。
その後、同校を1904年に卒業し、同年、東京高等商業学校予科を経て1905年、東京高等商業学校（現：一橋大学）へ入学し、1908年に同校を卒業。卒業後は鐘淵紡績に入社した。
先代山本發次郎（1871年-1920年）の養子となる。これは先代發次郎の一人娘の元に婿養子として入る形だった。尚、先代の發次郎も岡山県出身で山本家の養子となっている。
1920年に家督を相続、2代目發次郎となる。山発商店を発展させ、多額納税者となる。山発商店は、肌着メーカーアングルや化粧品会社シュワルツコフヘンケルの前身である。
1922年頃にヨーロッパを訪問した。大阪市在籍（南本町二丁目）だが、帰国後、兵庫県芦屋に竹腰健造設計の西洋館（白雲荘）を建てた。このとき、美術品の収集を始める。発次郎が40代の頃、事業に成功し余裕が出てきた頃であった。新築した自宅に飾る美術品を探したのがきっかけとなり、墨で書かれた文字や禅画など、墨蹟を集め始めた。発次郎は中でも、迫力のある個性的な作品を好んだ。
プライベートでは、赤木桁平（地元旧制高梁中学の後輩）とも親交があった。また、美術コレクターとしても知られたが、芦屋の邸宅は、第二次世界大戦のアメリカ軍による無差別爆撃の戦災にあい、多くのコレクションを失った。関西の美術蒐集家として知られた發次郎であったが、1951年（昭和26年）9月30日に逝去。享年64歳であった。

## 美術収集（美術館開館経緯）
山本は佐伯祐三の油彩絵を始めとする近代美術コレクションで知られている。
東京での学生時代に同居した実兄の影響で美術品に興味を抱く。書画から入り、1922年の洋行後は西洋画にも関心を広めた。佐伯を最初に評価したのは山本とされ、1932年から1933年頃に額縁商が持ち込んだ佐伯の絵に惹かれて、1935年ごろの展覧会では全品を買い取り、1937年に発次郎所蔵の佐伯祐三遺作展遺作展を開いた。この遺作展に際しては『山本發次郎氏蒐蔵 佐伯祐三畫集』（座右宝刊行会）を刊行した。ただし、コレクションのうち約100点は戦災で失った。
山本のコレクションについて、橋爪紳也は「東洋の書と佐伯祐三やモディリアーニなどの洋画を結びつけた個性尊重の芸術観」を魅力と述べている。山本は、コレクションにはコレクターの個性が必要という主張を書き残した。
また、単なるコレクターではなく収集品を広く公開することを望み、東京帝国大学美術史専攻の学生が研究旅行として訪問するほどだった。美術館建設を志したが、戦争の影響もあって生前は果せなかった。遺族から大阪市に佐伯祐三作品が寄贈されたことを契機に美術館建設が構想され、2022年2月に大阪中之島美術館が開館した。
發次郎は佐伯以外にも、三輪田米山、原勝四郎、白隠を紹介し、これらの芸術家は世界的に有名になった。

## 家族
- 父親 - 戸田嘉平 岡山県上房郡水田村の庄屋。
- 養父 - 山本發次郎（初代 1871 - 1920）岡山県出身。山發商店創立者。旧姓：加藤、1894年山本亀太郎の長女と婿縁組する。
- 養母 - 山本いく（1876年生）山本亀太郎の長女[5]。
- 妻 - はな（1895年生）發次郎・いくの一人娘[5]。
- 子供 - 海一（長男：1916年5月生）[5]
- 子供 - 芳子（長女：1917年9月生）[5]
- 子供 - 清雄（次男：1920年7月生）[5]遺族代表として次男・清雄が大阪市に父・發次郎の美術品寄贈[11]。
- 子供 - 美代子（次女：1922年11月生）[5]
- 孫 - 河﨑晃一 甲南大学教授、兵庫県立美術館・館長補佐。大西茂を紹介したことで有名な前衛美術集団「具体」の会員[15]。